# メーカーズマーク

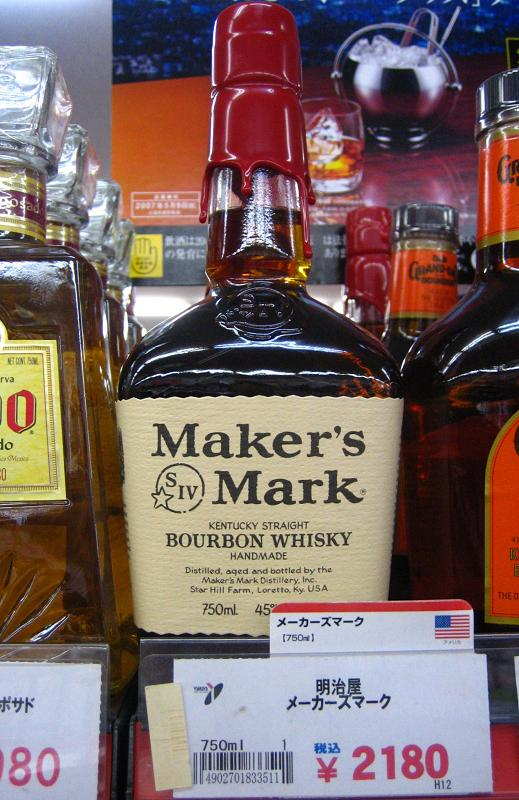
メーカーズマーク(レッドトップ)

メーカーズマーク（英: Maker's Mark）は、サントリーグローバルスピリッツが保有するアメリカ製バーボン・ウイスキーの銘柄。

## 概要
製造はケンタッキー州ロレットの蒸溜所。一般的なバーボンと違い、原料にライ麦ではなく冬小麦を使用しているため独特の柔らかい口当たりがある。特徴はボトルの一つ一つに施されている封蝋。これら封蝋は現在でも全て手作業でおこなわれているため、それぞれのビンによって微妙に形が違う。また、封蝋の方法に個性がでるため「これは○○さんの封蝋」など、誰によるものか見分けることができる。
日本では長年にわたり明治屋が輸入販売してきたが、2013年1月より、アサヒビールが輸入していた同じビーム社製のジム・ビームなどと併せてサントリー（初代法人、後のサントリーホールディングス）の関連子会社のサントリーアライドと合同でサントリー酒類（初代法人、後のサントリースピリッツ → サントリー〈二代目法人〉）が輸入販売元となった。なおビーム社については、2014年1月にサントリーホールディングスが傘下に収めることを発表、後のビーム サントリー（現：サントリーグローバルスピリッツ）となった。

## 歴史
メーカーズマークの歴史は、T・ウィリアム・“ビル”・サミュエルズ・シニアが1953年10月1日にケンタッキー州ロレットのバークス蒸留所を3万5千ドルで買収したときに始まる。メーカーズマークは1954年に生産が開始され、1958年、最初の製品が瓶詰めされ、赤い蝋封をして出荷された。
1960年代から1970年代にかけては、"It tastes expensive ... and is."（高級な味がする……そして高級である）というキャッチコピーで販売された。
バークス蒸留所は、1974年12月31日に国家歴史登録財に、1980年12月16日に国定歴史建造物に指定された。アメリカの蒸留所で、稼働中のまま国定歴史建造物に指定されたのはこの蒸留所が初めてである。
メーカーズマークは、1981年にハイラム・ウォーカーに、1987年にシーグラムに売却された。シーグラムの破綻後、2001年にアライド・ドメクに買収され、同社が2005年にペルノ・リカールに買収された際、メーカーズマークはイリノイ州ディアフィールドのフォーチュン・ブランズに売却された。2001年にフォーチュン・ブランズは分割され、酒類事業はビーム社となった。
ビル・サミュエルズ・シニアがブランドを立ち上げて以来、その生産は息子のビル・サミュエルズ・ジュニアが監督していた。2011年4月、その息子のロブ・サミュエルズに継承された。
2013年2月9日、同社は供給上の問題を理由として、アルコール度数を下げることを発表した。アルコール度数を90USプルーフ（45パーセント）から84USプルーフ（42パーセント）に引き下げ、これにより在庫量が6パーセント増加する見込みであった。ビーム社は、蒸留所の従業員によるテイスティングパネルではこれによる味の変化は報告されず、業界のアナリストも違いは微妙であると述べており、ほとんどの消費者は他のバーボンと混ぜたり氷を入れたりして飲むため、違いに気づく人はほとんどいないだろうと述べた。『ワシントン・ポスト』のウォンクブログのニール・アーウィンは、この決定は、メーカーズマークを中級バーではプレミアムバーボンとして、高級バーではウェルドリンクとしてメーカーズマークの競争力を維持したいというメーカーズマークの意向によるものだろうと述べている。同年2月17日、ビーム社は、顧客からの強い否定的な反応を受けて、アルコール度数を変更するという決定を撤回すると発表した。オーストラリアなど一部の国外市場では40パーセントのウィスキーが販売されている。
2014年1月、ビーム社は日本のサントリーに売却され、ビームサントリーとなった。売却時のアナウンスで、バーボン製造部門の経営陣は、「製品の味は変わらない。この会社の歴史的な純度基準もだ」と述べた。
2015年11月、ビームサントリーは蒸留所の大幅拡張を発表した。
2018年、マスターディスティラーのデイヴ・ピカレルが62歳で死去した。ピカレルは「アメリカンウィスキーのジョニー・アップルシード」と呼ばれていた。
2024年4月、ビームサントリーはサントリーグローバルスピリッツに社名変更した。

## ラインナップ
- メーカーズマーク レッドトップ
- メーカーズマーク VIP（オリジナルラベルを制作可能。最近の物は蝋の色が金→赤に変更）
- メーカーズ46（メーカーズマーク蒸留所の46番目のレシピに由来）
- メーカーズマーク ミントジュレップ（リキュール類。ケンタッキーダービーのオフィシャルドリンクである同名のカクテルと同様のレシピ）

### 限定品
- メーカーズマーク プライベートセレクション（後述）
- メーカーズマーク ヘリテージ（サミュエルズファミリーの肖像が描かれた限定品）
- メーカーズマーク キーンランド・ボトル（慈善事業のための基金を集めるために毎年リリースする限定品）
- メーカーズ46・2012・ブルー&ホワイト・ワックス（ケンタッキー大学のバスケットボール・チーム“ワイルド・キャッツ”をモチーフにつくられた限定品）

### 販売終了品
- メーカーズマーク ブラックトップ
- メーカーズマーク ゴールドトップ

## プライベートセレクション
プライベートセレクションはメーカーズマークが提携小売店や提携飲食店に提供するオリジナルのシングルバレルボトルを作ることができるプログラムである。
メーカーズ46同様、メーカーズマークの原酒にインナーステーブと呼ばれる焦がした木板を10枚沈めることで香りづけを行うが、プライベートセレクションでは5種類の板から自由な組み合わせで行うことができる。